# Saint-Cyr-sur-Menthon
Saint-Cyr-sur-Menthon är en kommun i departementet Ain i regionen Auvergne-Rhône-Alpes i östra Frankrike. Kommunen ligger  i kantonen Pont-de-Veyle som ligger i arrondissementet Bourg-en-Bresse. Kommunens areal är 16,93 km². År 2022 hade Saint-Cyr-sur-Menthon 1 867 invånare.

## Befolkningsutveckling
Antalet invånare i kommunen Saint-Cyr-sur-Menthon
Referens: INSEE